# منتهى سلطان الأطرش
الأميرة منتهى سلطان الأطرش (ق. 1938 - 12 أكتوبر 2022)، هي صحفية سورية وناشطة في مجال حقوق الإنسان، وكانت الناطقة باسم المنظمة السورية لحقوق الإنسان. وهي ابنة الزعيم سلطان باشا الأطرش قائد الثورة السورية الكبرى.

## حياتها
ولدت في بلدة القريا - محافظة السويداء جنوبي سوريا، درست في مصر، حيث تخرجت عام 1967م في جامعة القاهرة قبل أن تعود إلى سوريا لتعمل في وكالة (سانا) السورية إلى حين تقاعدها.

## وفاتها
توفيت يوم الأربعاء 12 أكتوبر 2022، عن عمر ناهز 84 عاما، وشُيِّع جثمانها ووارى الثرى في بلدة القريا مسقط رأسها.

## وصلات خارجية
- ابنة زعيم الثورة السورية ضد الفرنسين تنضم للثوار على يوتيوب، الوسط، 22 مارس 2011